# Isdromas peruvianus
Isdromas peruvianus är en stekelart som först beskrevs av Henry Lorenz Viereck 1912.  Isdromas peruvianus ingår i släktet Isdromas och familjen brokparasitsteklar. Inga underarter finns listade i Catalogue of Life.